# Torneo Clausura 2001 (Guatemala)
El Torneo Clausura 2001 fue el cuarto torneo corto el fútbol guatemalteco de la Liga Nacional de Fútbol de Guatemala. Quedando como campeón el Comunicaciones. 

## Equipos

### Equipos participantes
| Club                                   | Ciudad                    | Departamento   | Estadio                         | Capacidad |
| -------------------------------------- | ------------------------- | -------------- | ------------------------------- | --------- |
| Antigua GFC                            | Antigua Guatemala         | Sacatepéquez   | Estadio Pensativo               | 9.000     |
| Aurora Fútbol Club                     | Ciudad de Guatemala       | Guatemala      | Estadio del Ejército            | 13.300    |
| Azucareros Cotzumalguapa               | Santa Lucía Cotzumalguapa | Escuintla      | Estadio Ricardo Muñoz Gálvez    | 10.000    |
| Club Social y Deportivo Carchá         | San Pedro Carchá          | Alta Verapaz   | Estadio Juan Ramón Ponce        | 3.000     |
| Club Social y Deportivo Comunicaciones | Ciudad de Guatemala       | Guatemala      | Estadio Cementos Progreso       | 17.000    |
| Club Social y Deportivo Municipal      | Ciudad de Guatemala       | Guatemala      | Estadio Manuel Felipe Carrera   | 25.000    |
| Cobán Imperial                         | Cobán                     | Alta Verapaz   | Estadio José Ángel Rossi        | 15.000    |
| Deportivo Achuapa                      | El Progreso               | Jutiapa        | Estadio Winston Pineda          | 10.000    |
| Deportivo Marquense                    | San Marcos                | San Marcos     | Estadio Marquesa de la Ensenada | 10.000    |
| Deportivo Zacapa                       | Zacapa                    | Zacapa         | Estadio David Ordóñez Bardales  | 10.000    |
| Universidad de San Carlos              | Ciudad de Guatemala       | Guatemala      | Estadio Revolución              | 10.000    |
| Xelajú Mario Camposeco                 | Quetzaltenango            | Quetzaltenango | Estadio Mario Camposeco         | 10.000    |

### Equipos por Departamento
| Departamento   | N.º | Equipos                                 |
| -------------- | --- | --------------------------------------- |
| Guatemala      | 4   | Aurora, Comunicaciones, Municipal, USAC |
| Alta Verapaz   | 2   | Carchá, Cobán                           |
| Escuintla      | 1   | Azucareros                              |
| Jutiapa        | 1   | Achuapa                                 |
| Quetzaltenango | 1   | Xelajú                                  |
| Sacatepéquez   | 1   | Antigua GFC                             |
| San Marcos     | 1   | Marquense                               |
| Zacapa         | 1   | Zacapa                                  |

## Posiciones
|  | Pos. | Equipos        | PJ | PG | PE | PP | GF | GC | Dif. | PTS | Clasificación    |
|  | ---- | -------------- | -- | -- | -- | -- | -- | -- | ---- | --- | ---------------- |
|  | 1º   | Comunicaciones | 22 | 15 | 5  | 2  | 53 | 21 | +32  | 50  | Cuartos de final |
|  | 2º   | Municipal      | 22 | 12 | 6  | 4  | 43 | 19 | +24  | 42  | Cuartos de final |
|  | 3º   | Cobán Imperial | 22 | 11 | 4  | 7  | 53 | 26 | +27  | 37  | Cuartos de final |
|  | 4º   | Marquense      | 22 | 10 | 6  | 6  | 27 | 32 | -5   | 36  | Cuartos de final |
|  | 5º   | Xelajú MC      | 22 | 10 | 3  | 9  | 35 | 30 | +5   | 33  | Cuartos de final |
|  | 6º   | Antigua GFC    | 22 | 7  | 8  | 7  | 30 | 29 | +1   | 29  | Cuartos de final |
|  | 7º   | Azucareros     | 22 | 8  | 5  | 9  | 31 | 41 | -1   | 29  | Cuartos de final |
|  | 8º   | Zacapa         | 22 | 6  | 8  | 8  | 25 | 33 | -8   | 26  | Cuartos de final |
|  | 9°   | Aurora         | 22 | 6  | 5  | 11 | 27 | 39 | -11  | 23  |                  |
|  | 10º  | Universidad SC | 22 | 5  | 5  | 12 | 24 | 35 | -11  | 20  |                  |
|  | 11°  | Achuapa        | 22 | 4  | 7  | 11 | 22 | 45 | -23  | 19  |                  |
|  | 12°  | Carchá         | 22 | 3  | 8  | 11 | 15 | 35 | -20  | 17  |                  |
|  |      |                |    |    |    |    |    |    |      |     |                  |

## Fase Final
|  | Cuartos de final | Cuartos de final | Cuartos de final | Cuartos de final | Cuartos de final |   |   | Semifinal      | Semifinal | Semifinal | Semifinal | Semifinal |  |   | Final          | Final | Final | Final | Final |  |
|  |                  |                  |                  |                  |                  |   |   |                |           |           |           |           |  |   |                |       |       |       |       |  |
|  |                  |                  |                  |                  |                  |   |   |                |           |           |           |           |  |   |                |       |       |       |       |  |
|  | 1                | Comunicaciones   | 1                | 4                | 5                |   |   |                |           |           |           |           |  |   |                |       |       |       |       |  |
|  | 1                | Comunicaciones   | 1                | 4                | 5                |   |   |                |           |           |           |           |  |   |                |       |       |       |       |  |
|  | 8                | Zacapa           | 1                | 0                | 1                |   |   |                |           |           |           |           |  |   |                |       |       |       |       |  |
|  | 8                | Zacapa           | 1                | 0                | 1                |   | 1 | Comunicaciones | 2         | 7         | 9         |           |  |   |                |       |       |       |       |  |
|  |                  |                  |                  |                  |                  |   | 1 | Comunicaciones | 2         | 7         | 9         |           |  |   |                |       |       |       |       |  |
|  |                  |                  | 7                | Azucareros       | 1                | 2 | 3 |                |           |           |           |           |  |   |                |       |       |       |       |  |
|  | 2                | Municipal        | 7                | Azucareros       | 1                | 2 | 3 | 1              | 2         | 3         |           |           |  |   |                |       |       |       |       |  |
|  | 2                | Municipal        |                  |                  |                  |   |   |                |           | 3         |           |           |  |   |                |       |       |       |       |  |
|  | 7                | Azucareros (v)   | 1                | 2                | 3                |   |   |                |           |           |           |           |  |   |                |       |       |       |       |  |
|  | 7                | Azucareros (v)   | 1                | 2                | 3                |   |   |                |           |           |           |           |  | 1 | Comunicaciones | 4     | 2     | 6     |       |  |
|  |                  |                  |                  |                  |                  |   |   |                |           |           |           |           |  | 1 | Comunicaciones | 4     | 2     | 6     |       |  |
|  |                  |                  | 6                | Antigua GFC      | 0                | 3 | 3 |                |           |           |           |           |  |   |                |       |       |       |       |  |
|  | 4                | Marquense        | 6                | Antigua GFC      | 0                | 3 | 3 | 0              | 1         | 1         |           |           |  |   |                |       |       |       |       |  |
|  | 4                | Marquense        |                  |                  |                  |   |   |                |           | 1         |           |           |  |   |                |       |       |       |       |  |
|  | 5                | Xelajú           | 2                | 1                | 3                |   |   |                |           |           |           |           |  |   |                |       |       |       |       |  |
|  | 5                | Xelajú           | 2                | 1                | 3                |   | 5 | Xelajú         | 0         | 1         | 1         |           |  |   |                |       |       |       |       |  |
|  |                  |                  |                  |                  |                  |   | 5 | Xelajú         | 0         | 1         | 1         |           |  |   |                |       |       |       |       |  |
|  |                  |                  | 6                | Antigua GFC      | 0                | 2 | 2 |                |           |           |           |           |  |   |                |       |       |       |       |  |
|  | 3                | Cobán Imperial   | 6                | Antigua GFC      | 0                | 2 | 2 | 2              | 0         | 2         |           |           |  |   |                |       |       |       |       |  |
|  | 3                | Cobán Imperial   |                  |                  |                  |   |   |                |           | 2         |           |           |  |   |                |       |       |       |       |  |
|  | 6                | Antigua GFC      | 2                | 2                | 4                |   |   |                |           |           |           |           |  |   |                |       |       |       |       |  |
|  | 6                | Antigua GFC      | 2                | 2                | 4                |   |   |                |           |           |           |           |  |   |                |       |       |       |       |  |
|  |                  |                  |                  |                  |                  |   |   |                |           |           |           |           |  |   |                |       |       |       |       |  |

| Campeón Clausura 2001     |
| Comunicaciones 19º Título |
| ------------------------- |

## Tabla Acumulada
|  | Pos. | Equipos        | PJ | PG | PE | PP | GF  | GC  | Dif. | PTS | Clasificación               |
|  | ---- | -------------- | -- | -- | -- | -- | --- | --- | ---- | --- | --------------------------- |
|  | 1º   | Comunicaciones | 44 | 30 | 11 | 3  | 105 | 36  | +69  | 101 | Copa Interclubes UNCAF 2001 |
|  | 2º   | Municipal      | 44 | 24 | 9  | 11 | 88  | 42  | +46  | 81  | Copa Interclubes UNCAF 2001 |
|  | 3º   | Marquense      | 44 | 22 | 9  | 13 | 62  | 70  | -8   | 75  |                             |
|  | 4º   | Xelajú MC      | 44 | 19 | 12 | 13 | 61  | 50  | +11  | 69  |                             |
|  | 5º   | Antigua GFC    | 44 | 18 | 11 | 15 | 62  | 56  | +6   | 66  |                             |
|  | 6º   | Cobán Imperial | 44 | 17 | 13 | 14 | 81  | 51  | +30  | 64  |                             |
|  | 7º   | Zacapa         | 44 | 14 | 16 | 14 | 61  | 63  | -2   | 58  |                             |
|  | 8º   | Universidad SC | 44 | 12 | 10 | 22 | 56  | 68  | -12  | 46  |                             |
|  | 9°   | Aurora         | 44 | 10 | 13 | 21 | 51  | 70  | -19  | 43  | Promocionales de Descenso   |
|  | 10º  | Achuapa        | 44 | 9  | 14 | 21 | 51  | 90  | -39  | 41  | Promocionales de Descenso   |
|  | 11°  | Azucareros     | 44 | 10 | 10 | 24 | 59  | 107 | -48  | 40  | Promocionales de Descenso   |
|  | 12°  | Carchá         | 44 | 9  | 12 | 23 | 29  | 63  | -34  | 39  | Descenso                    |
|  |      |                |    |    |    |    |     |     |      |     |                             |

## Promocionales de Ascenso o Permanencia
| Local en la ida | Global | Local en la vuelta | Ida   | Vuelta | Resultado                                             |
| --------------- | ------ | ------------------ | ----- | ------ | ----------------------------------------------------- |
| Suchitepéquez   | 1 - 4  | Aurora             | 1 - 1 | 0 - 3  | Aurora permanece en Liga Nacional                     |
| Teculután       | 3 - 2  | Achuapa            | 3 - 0 | 0 - 2  | Achuapa desciende a Primera División                  |
| Petapa          | 3 - 2  | Azucareros         | 1 - 1 | 2 - 1  | Azucareros Cotzumalguapa desciende a Primera División |